# Волинська обласна філармонія

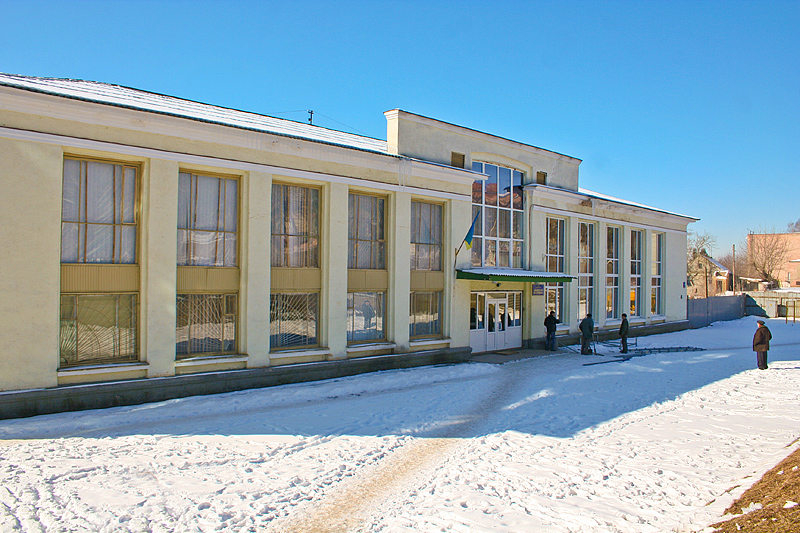
Волинська обласна філармонія

Волинська обласна філармонія — державна концертна організація у Луцьку, розташована на проспекті Волі, 46. Створена 1939 року, при філармонії було сформовано Волинський ансамбль пісні і танцю.
З початком Німецько-радянської війни у 1941 році колектив евакуювали в глибину СРСР, де концертна діяльність була зосереджена в основному у військових шпиталях.
В 1945 році ансамбль повернувся на Волинь і проіснував до його розформування у 1969 році. Та концертне життя філармонії існувало завдяки гастролям творчих колективів, окремих виконавців та літературно-музичних лекторіїв філармонії, тематичні програми яких слугували вихованню художніх смаків різних верств населення міст та сіл області.
Будинок філармонії був збудований у 1960-х роках. Спочатку в ньому розміщувалася автобусна станція.
У складі Волинської обласної філармонії працюють 9 творчих колективів, серед яких:
- Державний академічний Волинський народний хор
- камерний оркестр «Кантабіле»
- вокальний квартет «Акорд»
- соліст-вокаліст ансамблю «Світязь», народний артист України, лауреат Національної премії імені Тараса Шевченка Василь Зінкевич
- 4 літературно-музичні лекторії, у складі яких працюють народний артист України Василь Чепелюк, заслужений артист України Михайло Лазука.

Щорічно філармонія проводить фестиваль «Стравінський та Україна».

## Фото

Автобусна станція у шістдесятих